# George Roche Evans
George Roche Evans (* 25. September 1922 in Denver, USA; † 13. September 1985) war Weihbischof in Denver.

## Leben
George Roche Evans empfing am 31. Mai 1947 das Sakrament der Priesterweihe.
Am 24. Februar 1969 ernannte ihn Papst Paul VI. zum Titularbischof von Tubyza und bestellte ihn zum Weihbischof in Denver. Der Apostolische Delegat in den Vereinigten Staaten, Erzbischof Luigi Raimondi, spendete ihm am 23. April desselben Jahres die Bischofsweihe; Mitkonsekratoren waren der Bischof von Cheyenne, Hubert Michael Newell, und der Erzbischof von Denver, James Vincent Casey.